# 戦時体制
戦時体制（せんじたいせい）とは、近現代の戦争において、国家が戦争遂行を最優先の目標として、その達成のために各種の政策を行うことをいう。対立概念は平時体制（へいじたいせい）。

## 概要

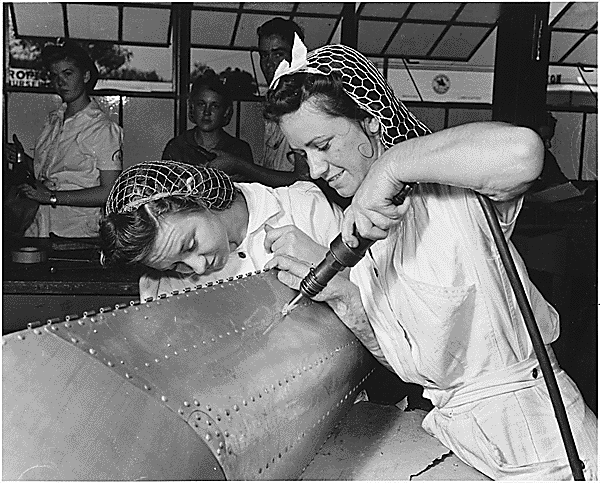
軍需工場に動員された女性（米国）。徴兵され戦地に送られた男性に代わり、女性がその穴埋めとして、労働現場で働くことで、女性の技能習得と社会進出が進むという側面もある。

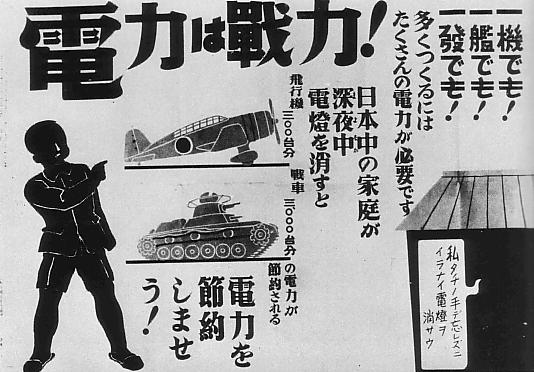
戦時中のポスター（日本）

フランス革命戦争期のフランスでは、史上初の国民総動員体制をもって恐怖政治のもとに戦時下の非常処置がとられた。戦時体制下においては、軍需物資の生産を極大化するために企業や国民が組織化されて動員が図られ、しばしばその目的の障害となる国民の私的領域である人権やプライバシーの抑圧が伴う。
「危機の時代」と呼ばれる1919年から1939年には、19世紀的な階級社会から、社会成員を均質化させてヒトやモノを効率良く動員する20世紀型システム社会への転換が起きた。思想の領域では、自由主義的な言論が封殺され、時局迎合的なナショナリズムの主張が発言力を増した一方で、社会論や文化論など多方面への萌芽が生じ、今日につながる問題に取り組んでいた。
第二次世界大戦では、日本は1938年の国家総動員法制定、1940年の大政翼賛会および大日本産業報国会の結成により、世界経済から孤立していたソビエト連邦の戦時共産主義政策をモデルケースとする戦時体制の確立をした。しかし航空機の生産機数や粗鋼生産量など各種の指標を見ても、日本はアメリカ合衆国やソビエト連邦はおろか、イギリスやナチス政権下のドイツにも及ばず、経済政策としては成功したとはいえない。 ただし、もともとの生産目標値が平時比較で過大すぎた面もあること、また、世界恐慌の影響からいち早く回復した日本は、戦時体制移行直前期の時点で、相当高水準な生産量に達していたため、この時期との比較においては他国より低いが、経済統制の手法は戦後の経済政策にも生かされていく。
バブル崩壊後の構造改革ブームの時代には、戦後日本の企業構造や財政システムなどにおける日本特有の要素は戦時体制が源流であるとして、解体すべきという論調が強くなった。しかし、構造改革後も日本経済は低迷を続けた。不況になると戦時体制のせいにするのは戦勝国であるアメリカやイギリスにも見られたことであり、発展段階説の変形という批判もある。